# Franz Lorenz
Franz Xaver Anton Lorenz, född 3 februari 1897 i Innsbruck, död där 13 mars 1972, var en österrikisk bobåkare. Han deltog vid olympiska vinterspelen 1928 i Sankt Moritz och placerade sig på 22:a plats. Åtta år senare deltog han även i olympiska vinterspelen 1936 i Garmisch-Partenkirchen och placerade sig då på plats nummer 11. Han var bror till Richard Lorenz.